# 紀元前278年
紀元前278年（きげんぜん278ねん）は、ローマ暦の年である。
当時は、「ガイウス・ファブリキウス・ルスキヌスとクィントゥス・アエミリウス・パプスが共和政ローマ執政官に就任した年」として知られていた（もしくは、それほど使われてはいないが、ローマ建国紀元476年）。紀年法として西暦（キリスト紀元）がヨーロッパで広く普及した中世時代初期以降、この年は紀元前278年と表記されるのが一般的となった。

## 他の紀年法
- 干支 : 癸未
- 日本
  - 皇紀383年
  - 孝霊天皇13年
- 中国
  - 周 - 赧王37年
  - 秦 - 昭襄王29年
  - 楚 - 頃襄王21年
  - 斉 - 襄王6年
  - 燕 - 恵王元年
  - 趙 - 恵文王21年
  - 魏 - 昭王18年
  - 韓 - 釐王18年
- 朝鮮
  - 檀紀2056年
- ベトナム :
- 仏滅紀元 : 267年
- ユダヤ暦 :

## できごと

### セレウコス朝
- ギリシアで敗れた後、ガリア人は小アジアに移動した。セレウコス朝の王アンティオコス1世は、ガリア人との主要な戦いに勝利し、"Soter"（ギリシア語で「救世主」）の称号を名乗った。ガリア人は「ガラティア」に定住し、年ごとに2000タレントをセレウコス朝に納めた。
- アンティゴノス2世は、アンティオコス1世と和平を結んだ。その後、アンティゴノス2世の外交政策は、セレウコス朝との友好関係を基調とするものとなった。
- ニコメデス1世がビテュニア王国の最初の王となった。彼はニコメディアの街を創設し、この街はすぐに大いに繁栄した。

### シチリア
- カルタゴ軍は、シラクサとアグリジェントの間の争いに介入する機会を得て、シラクサを包囲した。シラクサはピュロスに支援を求め、ピュロスは軍を送った。
- ピュロスの軍は、シラクサに到着すると、カルタゴ軍との戦いに勝利した。ピュロスはマルサーラを除くシラクサのほぼ全土を征服した。
- ピュロスはシチリアの王となることを宣言した。彼は息子のヘレノスにシチリア王国を、もう1人の息子アレクサンドロス2世にイタリアを継がせようと計画した。

### 中国
- 秦の白起が楚を攻撃し、首都の郢を陥落させ、夷陵を焼いた。楚の頃襄王は北東に逃れて、陳に遷都した。秦は郢に南郡を置き、白起を武安君に封じた。
- 楚の屈原は郢の陥落を悲しんで、「哀郢」の詩を書き、汨羅に入水した。

## 死去
- ポリュアイノス - ギリシアの数学者、哲学者（紀元前340年生）
- 屈原 - 中国の詩人（紀元前340年生）